# Metal Gear Solid V: The Phantom Pain
Metal Gear Solid V: The Phantom Pain (メタルギアソリッドV ザ・ファントム・ペイン Metaru Gia Soriddo Faibu Za Fantomu Pein?, comúnmente abreviado MGSV o MGS5) es un videojuego de sigilo y acción-aventura de la saga Metal Gear, desarrollado por Kojima Productions y producido por Hideo Kojima, para las videoconsolas PlayStation 3, PlayStation 4, Xbox 360, Xbox One y PC. Esta nueva entrega sirve como continuación de los sucesos ocurridos en Metal Gear Solid V: Ground Zeroes y mantendrá la misma línea de operaciones de espionaje táctico. Según ha confirmado el propio Hideo Kojima, The Phantom Pain será la última entrega de la serie Metal Gear Solid. El juego está ambientado en 1984 y protagonizado por Punished "Venom" Snake, el cual se infiltra en Afganistán durante la intervención soviética así como en la frontera entre Angola y Zaire durante la guerra civil angoleña con el propósito de vengarse del grupo que perjudicó tanto a su empresa militar privada como a su propia persona en Ground Zeroes.
Metal Gear Solid V: The Phantom Pain estaba compuesto de dos proyectos previamente anunciados por Kojima Productions, disfrazados bajo la forma de un «complejo engaño». El primero fue Metal Gear Solid: Ground Zeroes, una demostración de la técnica del motor Fox Engine mostrada en la fiesta del 25.º Aniversario de Metal Gear el 30 de agosto de 2012. El segundo fue The Phantom Pain, un tráiler presentado el 7 de diciembre de 2012 en la Spike Video Game Awards, como título independiente y bajo el desarrollo de una empresa ficticia llamada «Moby Dick Studios». El logo de este título se mezclaba con un invisible logo de Metal Gear Solid V. El 27 de marzo de 2013, la verdadera naturaleza de estos dos proyectos se reveló en la Game Developers Conference, donde Kojima anunció que Metal Gear Solid: Ground Zeroes sirve de prólogo a The Phantom Pain, y que estos dos títulos formaban una obra entera.
Tiempo después, Hideo Kojima anunció que debido al largo tiempo de desarrollo de The Phantom Pain, y a las ansias de los fanáticos por una nueva entrega de la serie, este volvería a ser dividido en dos juegos con venta individual.
Ha sido condecorado con el "Premio de Excelencia" (compartido con otros 14 títulos), otorgado por la revista Famitsū de la distribuidora Enterbrain a aquellos videojuegos lanzados en Japón entre el 1 de enero y el 31 de diciembre de 2015.

## Influencias
En el año 2014 se entrevistó al creador del juego (Hideo Kojima) sobre cuáles eran sus inspiraciones al momento de crear videojuegos, argumentando que las películas son las que ayudan a crear un argumento en sus títulos, buscando el entretenimiento más que culturizar a su audiencia con ideologías en particular. Además, explica que para sus entregas él trata de explicarle al jugador qué es su significado de violencia más que proporcionarla como un medio de entretenimiento.
El creador del videojuego, Hideo Kojima, explicó mediante un mensaje de Twitter que la voz del dispositivo 'iDroid' que utiliza el protagonista hace referencia a la voz robótica femenina de la película Dark Star de John Carpenter. Además, mencionó que nadie en el estudio tenía conocimiento de la existencia de esta, por lo que tuvo que esclarecer que la voz del artefacto en cuestión sería similar a la voz de la 'computadora madre' de la película Alien: el octavo pasajero, la cual fue escrita por Dan O'Bannon, quien además fue coescritor en la obra de Carpenter, esto con el fin de que el equipo de trabajo asociara la idea.
El protagonista puede usar su brazo protésico para realizar el movimiento patentado Rocket Punch de la serie Mazinger Z del mangaka Go Nagai.

### Libros
Durante el transcurso del videojuego, al momento en que el protagonista se encuentra con White Bamba, se puede relacionar la escena con parte de la trama del libro El Señor de las moscas, en donde unos niños han formado una sociedad salvaje en una isla: la cabeza del jabalí en la habitación, como la caracola, son referencias directas a situaciones del libro.
El comportamiento evolutivo del protagonista se encuentra inspirado en la frase del filósofo Friedrich Nietzsche, que apelaba que no existe un hecho concreto que se pueda considerar 'absoluto' sino que varía dependiendo los valores morales de cada individuos siendo su identidad y el juicio del jugador sobre este el tema que vincula el videojuego con el pensamiento nietzscheano. De igual manera se presenta en el personaje de 'Skull Face', considerando este la interpretación de los hechos como algo subjetivo.

«"Nein, gerade Tatsachen gibt es nicht, nur Interpretationen. Wir können kein Faktum »an sich« feststellen: vielleicht ist es ein Unsinn, so etwas zu wollen. »Es ist alles subjektiv« sagt ihr: aber schon das ist Auslegung, das »Subjekt« ist nichts Gegebenes, sondern etwas Hinzu-Erdichtetes, Dahinter-Gestecktes."»
«"No, no hay hechos, sólo interpretaciones. No podemos encontrar ningún hecho "en sí mismo": Tal vez es una tontería querer tal cosa. "Todo es subjetivo", se dice, pero incluso eso se interpreta. El "sujeto" no es un hecho, pero además es algo-fícticio, insertado detrás".»
Friedrich Nietzsche

El argumento del escenario de 'Áfríca' del videojuego está inspirado en la novela The Dogs of Wars, en la cual un mercenario es contratado por el gobierno británico a que averigüe una minería de un país africano ficticio llamado 'Zíngaro', el cual es rico en recursos pero que sin embargo atraviesa una inestabilidad política. El lema 'The dogs of wars' es un término común usado en la franquicia de Metal Gear relacionado con los mercenarios a sueldo.
En la obra de Emil Cioran, traducida literalmente como Admisiones y Anatemas (Ese maldito yo), se puede apreciar una frase de esta dicha por el personaje 'Skull Face' al protagonista. En este diálogo el personaje le explica a 'Snake' sus pensamientos hacía el poder de la palabra, diciendo que estas son más fuertes que lo que representa un país.

«On n'habite pas un pays, on habite une langue. Une patrie, c'est cela et rien d'autre»
«No vivimos en un país, vivimos en una lengua. Un país es esto y nada más.»
Emil Cioran

#### 1984

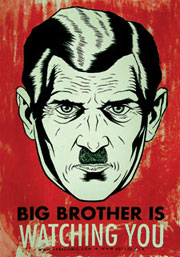
Ilustración basado en el eslogan del 'Gran Hermano', al cual se hace referencia en el videojuego.

En una entrevista realizada al creador del videojuego, declaró que este posee conceptos y referencias basadas en la obra de George Orwell 1984.  Se pueden apreciar algunas como la fecha en donde transcurren los sucesos del videojuego (año 1984) haciéndose tributo a esta por su título. Además se puede apreciar al personaje de 'Venom Snake' como la figura del 'Gran Hermano', relacionándose este mediante simbolismos, como en la propaganda en la 'Base Madre' del protagonista en donde en un cartel alusivo a esta se encuentra escrito el eslogan: Big Boss is watching you (pudiéndose traducir como: «Big boss te observa»), frase que se encuentra presente en el libro. Otra de las formas en que se relaciona el videojuego con esta novela corresponde al álbum del músico David Bowie, Diamond Dogs, nombre que se asocia con la organización liderada por el protagonista, además de las canciones contenidas en este poseen temáticas comunes con el argumento de la novela que fueron adaptadas al videojuego. En el diálogo de uno de los antagonistas del juego, 'Skull Face', que mientras se encuentra hablando con el protagonista menciona la frase The war is peace (traducida: «La guerra es paz»), la cual es perteneciente a la novela al momento de que la institución 'Ministerio de la Verdad' dice War is peace and freedom is slavery (en castellano: «La guerra es paz y la libertad esclavitud»). Otra de las referencias encontradas sobre la novela se encuentran en el huevo de Pascua del videojuego con la frase del personaje 'Shalashaska', que al interactuar el jugador con este disparándole con un arma no letal puede decir: Two plus two equals five («Dos más dos es igual a cinco»), haciéndose referencia al pensamiento 'orweliano'.

#### Moby Dick
Las inspiraciones para la creación de algunos nombres códigos para los personajes: «Ahab», «Ishmael», «Queequeg» y «Pequod», frases en concreto pronunciadas por estos personajes, la pérdida de las extremidades de los protagonistas, así como los motivos personales de ellos, como la venganza y la obsesión, están basados en la novela de Herman Melville Moby Dick. Se hicieron referencias tempranas a la obra antes de que el videojuego fuera distribuido, en donde se publicó el tráiler debut de este mediante el uso del nombre de una empresa fícticia llamada 'Moby Dick Studio' en los 'Video Games Awards' del año 2012. Otro de los simbolismos que se pueden distinguir es la aparición de una forma de cetáceo de fuego durante la huida de Ahab e Ishmael, haciéndose referencia en forma de metáfora a un diálogo de la novela. Además Revolver Ocelot y Big Boss viajan a Afganistán a bordo de un barco ballenero.

### Alfred Hitchcock
El creador del juego también afirmó que para las secuencias, los ángulos de las cámaras como los diálogos que existen en el videojuego se utilizó la técnica de rodaje 'plano secuencia', inspiradas en la película de suspense del director Alfred Hitchcock, Rope, la cual usaba esta. La decisión de realizar así el videojuego quedó optada para darle continuidad al trabajo del título anterior, Metal Gear Solid V: Ground Zeroes, el cual ocupó este estilo de dirección para sus cinemáticas.

## Argumento

### Prólogo
El protagonista del videojuego (Snake), tras los acontecimientos ocurridos en el atentado de 1975 en el Mar Caribe perpetuado por la organización 'XOF' queda herido de gravedad, por lo que debe ser trasladado junto con los demás tripulantes que se encontraban con él en ese momento al hospital perteneciente a las bases de Reino Unido, ubicado en Chipre, para ser tratados. Tras esto, el protagonista cae en un coma profundo del cual despierta tras nueve años, ubicándose cronológicamente en el año 1984. Inmediatamente tras su despertar, el doctor Evangelos Constantinou le explica lo que le ha ocurrido protagonista, además de que está siendo buscado por la organización 'Cipher'. Este decide realizarle cirugía plástica para cambiar su apariencia física y evitar que esta organización lo encuentre. Sin embargo, en ese instante ya es localizado y justo antes de ser asesinado por una mujer que irrumpe en el hospital, aparece una figura que se hace llamar Ishmael, el cual salva su vida y le pide que escapen juntos de este. Al escapar exitosamente ambos del lugar, el protagonista queda inconsciente y la presencia de su rescatista se pierde de vista. En ese momento, él es encontrado por Revolver 'Shalashaska' Ocelot, quien le proporciona una prótesis extraíble para su brazo izquierdo y reinstruye militarmente para el rescate de sus compañeros de armas que se encuentran en Afganistán para así preparar su venganza en contra de los responsables de su 'caída'.

### Resumen

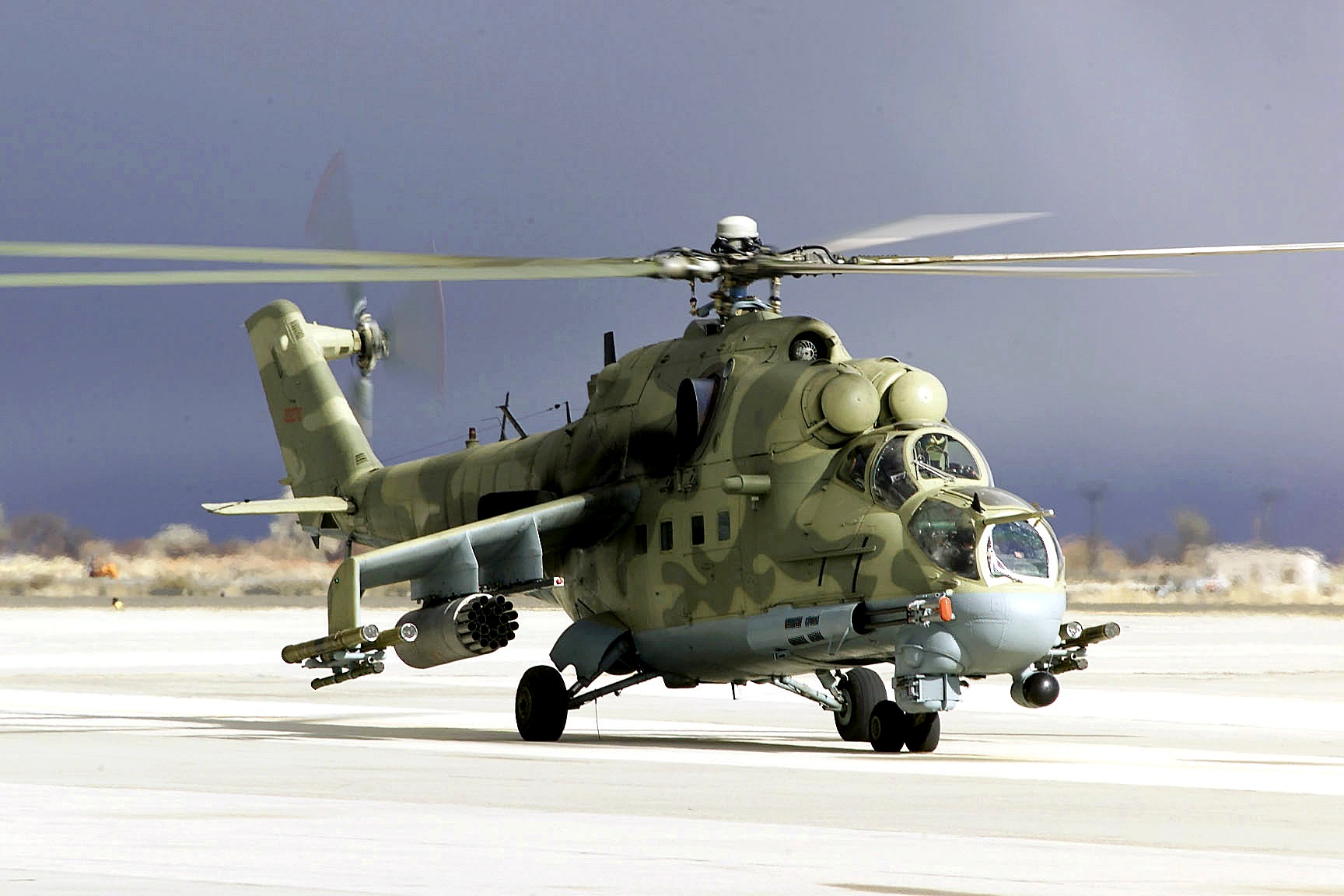
Helicóptero Mil Mi-24 soviético que aparece durante el juego.

Tras los sucesos de Ground Zeroes, Punished Venom Snake despierta en un hospital de Chipre sin un brazo y pedazos de metralla incrustados en su cuerpo y escapa del mismo después de nueve años en coma tras haber sobrevivido al ataque de XOF a Militaires Sans Frontiers, ya que el mismo grupo militar se había enterado de que seguía con vida, así que deciden mandar a sus tropas para acabar con todo el personal médico incluido sus pacientes. Un tipo misterioso de nombre en clave 'Ishmael' lo ayuda a salir del hospital, no sin antes toparse con el Hombre de Fuego (Volgin), Psycho Mantis y Quiet. Después que la ambulancia en que escapaban se estrellara e Ishmael desapareciera, Ocelot lo rescata y en poco tiempo lo devuelve a la acción. La primera misión será ir a rescatar a Kazuhira Miller, que ha sido secuestrado en Afganistán cuando entrenaba los muyahadines de la región para defenderse contra la invasión por parte de la Unión Soviética. Tras su rescate es trasladado a la base madre, es ahí cuando crea junto a Big Boss Diamond Dogs, una organización mercenaria similar a Militaires Sans Frontiers. Empiezan los planes de mejorar y engrandecer la base madre con el objetivo de vengarse de Cipher (Los Patriotas). Posteriormente, descubren a Huey que está trabajando con XOF y van a por él.
Por el camino, Snake se encuentra a Quiet, quien está aterrorizando a las guerrillas locales bajo el nombre de Tixij. Se enfrenta a ella, la derrota y se da a elegir si matarla o no. De escoger la segunda opción, será trasladada a la base madre. Tras fracasar de nuevo en el intento de matar a Snake, decide ir con él a la base con el objetivo de expandir la plaga de las cuerdas vocales del inglés. Posteriormente, Snake rescata a Huey Emmerich, y tiene que lidiarse con la versión prototipo del Metal Gear que Huey estaba construyendo, el Sahelanthropus. La historia continúa en África y empieza una epidemia en la base madre. Deciden ponerse en contacto con Code Talker, científico que trabajó con XOF sobre los parásitos. Esye explica todo lo relacionado con los parásitos y detiene la infección mediante un proceso en el que los machos pasarían a ser hembras impidiéndoles reproducirse. Más tarde descubren la localización de Skull Face que está a punto de liberar su limpieza étnica. Venom Snake se infiltra en la base soviética OKB Zero pero es rodeado por los soldados de XOF y es llevado a otra base donde está el Sahelanthropus definitivo. En el camino, Skull Face va contando sus planes. Al llegar el Metal Gear se revela destruyendo todo a su paso. Esto sucede porque mediante los poderes psíquicos de Psycho Mantis le permite a Eli (Liquid) controlar al Metal Gear mentalmente, que al final es derrotado. En el acto, Skull Face queda malherido y agonizando le pide a Venom Snake que los asesine. Este no lo hace del todo, pero sí le quita lo que le quitaron a él y a Miller: su brazo y su pierna, todo esto con su arma. Cuando están a punto de regresar a la base madre, Huey cumple su voluntad matándolo y gritando venganza. 
Empieza el capítulo 2 y los niños que fueron salvados en el África se escapan con Liquid que se lleva el Metal Gear (este no había quedado destruido del todo y es llevado a la base madre). Luego empieza otra plaga en la base madre, esta vez generada por Huey con el fin de vender el parásito al mejor postor, lo que le costó su exilio. Snake, en una de las escenas más crudas del juego, se ve obligado a matar a sus propios soldados para evitar que se propague, ya que al parecer están evolucionando. A lo largo de la aventura, Quiet se encuentra entre la venganza contra Snake y el amor y afecto que le acaba teniendo tras trabajar con él. Entonces se va. Acaba secuestrada por los soviéticos y tendremos que protegerle. Snake es envenenado por una cobra (paradójico) y por eso Quiet se ve en la obligación de hablar en inglés para atraer a Pequod al lugar a través de la tormenta de arena. Quiet activa la plaga del inglés y al hacerlo se adentra en el desierto para no infectar a nadie y morir sola. Ya en el final mediante una cinta nos revelan que el protagonista no es Big Boss sino el médico que nos acompañaba y le extrajo la primera bomba que tenía Paz en su estómago. Mientras oímos el casete se escuchan tiros de fondo y Venom Snake asume su nueva identidad de ser el fantasma de Big Boss con viles intenciones, mientras se le ve ensangrentado y con la metralla en forma de cuerno totalmente salida.
Al final en la cronológía de eventos se nos revela que el Big Boss muerto a manos de Solid Snake durante el incidente de Outer Heaven en el primer Metal Gear era en realidad Venom Snake.

### Escenario

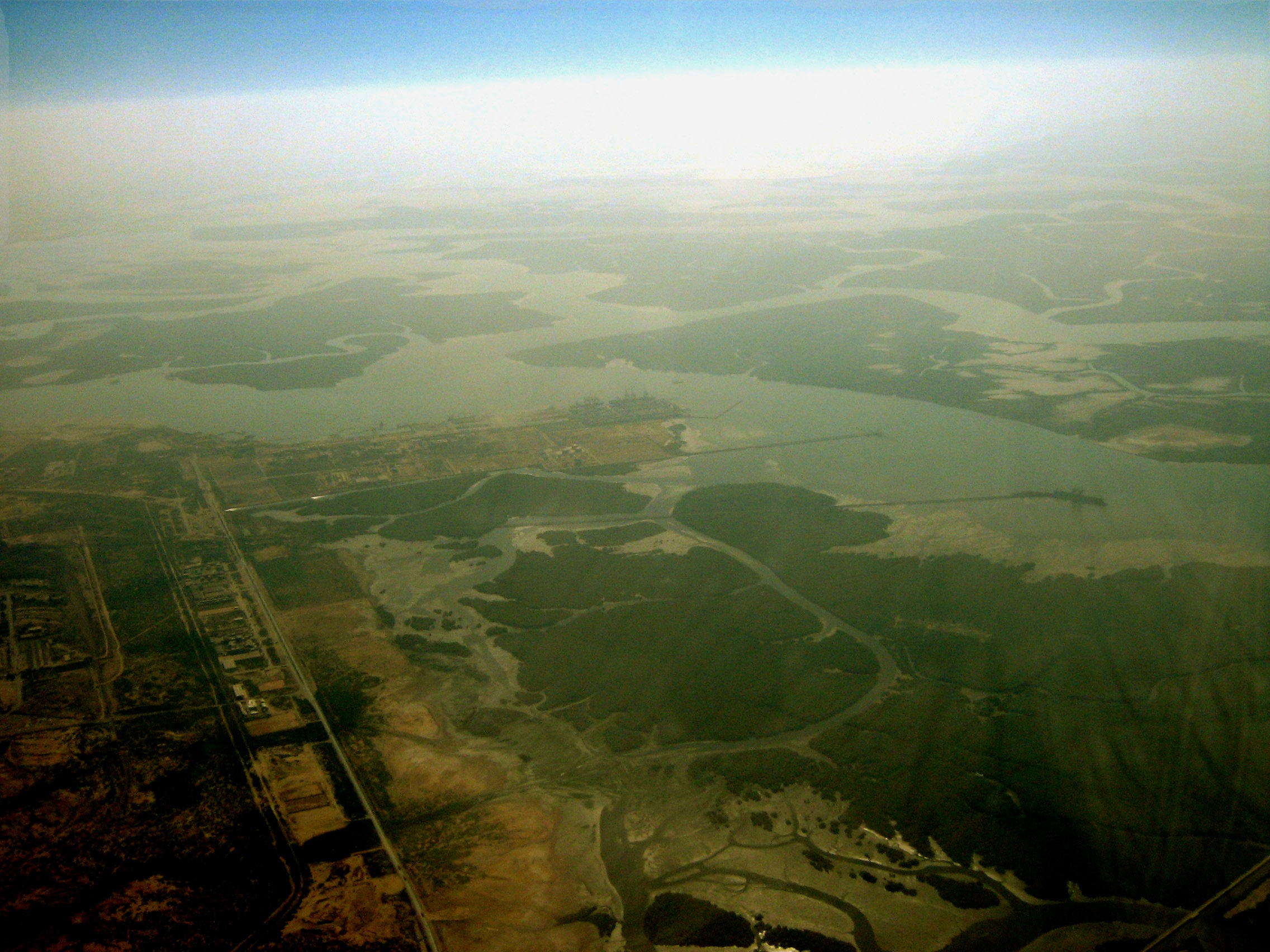
Imagen actual del Puerto Qasim, en Karashi, Pakistán.

El universo en donde se desarrolla la trama son lugares ficticios, basados en lugares relacionados en gran parte de acuerdo a la situación política global de la época en donde se desarrolla la trama del videojuego. Edificios como el Dhekelia SBA Memorial del prólogo de este, es similar a los que se encuentran documentados como Bases Militares del Reino Unido, llamadas Acrotiri y Dhekelia, asentamientos ubicados en el país de Chipre, que en ese momento era una Colonia británica.
Tras huir del hospital, el personaje Revolver Ocelot menciona al país de Pakistán, debido a que uno de los compañeros en armas de 'Snake' (Kazuhira Miller), ha sido capturado y el escuadrón que lo apresó se encontraba en este país, por lo que Snake debe viajar mediante un barco ballenero proporcionado por Ocelot hacia el Puerto Qasim de la ciudad de Karachi, ubicada en las cercanías del Mar Arábigo.
Trayecto a Afganistán
Se muestra en el videojuego que después de que el protagonista logra zarpar de Chipre, el barco tomó rumbo al Canal de Suez donde la toma destaca que este es colindante con el país de Egipto. Completada la ruta por el canal, el barco entra y navega por el Mar Mediterráneo, la ruta por mar continuó por el Mar Rojo siguiendo luego esta por el Golfo de Aden, desembarcando desde su última posición en el mar (el Mar Arábigo) hasta el puerto de Qasim en Pakistán. Luego llega hasta el aeropuerto de la ciudad de Karachi, en donde se traslada en un helicóptero hasta llegar a Peshawar, prosiguiendo su ruta utilizando de transporte el caballo hacia el Paso Jáiber. En la fecha de 21 de mayo de 1984 llega al norte de Kabul en Afganistán.
Kabul

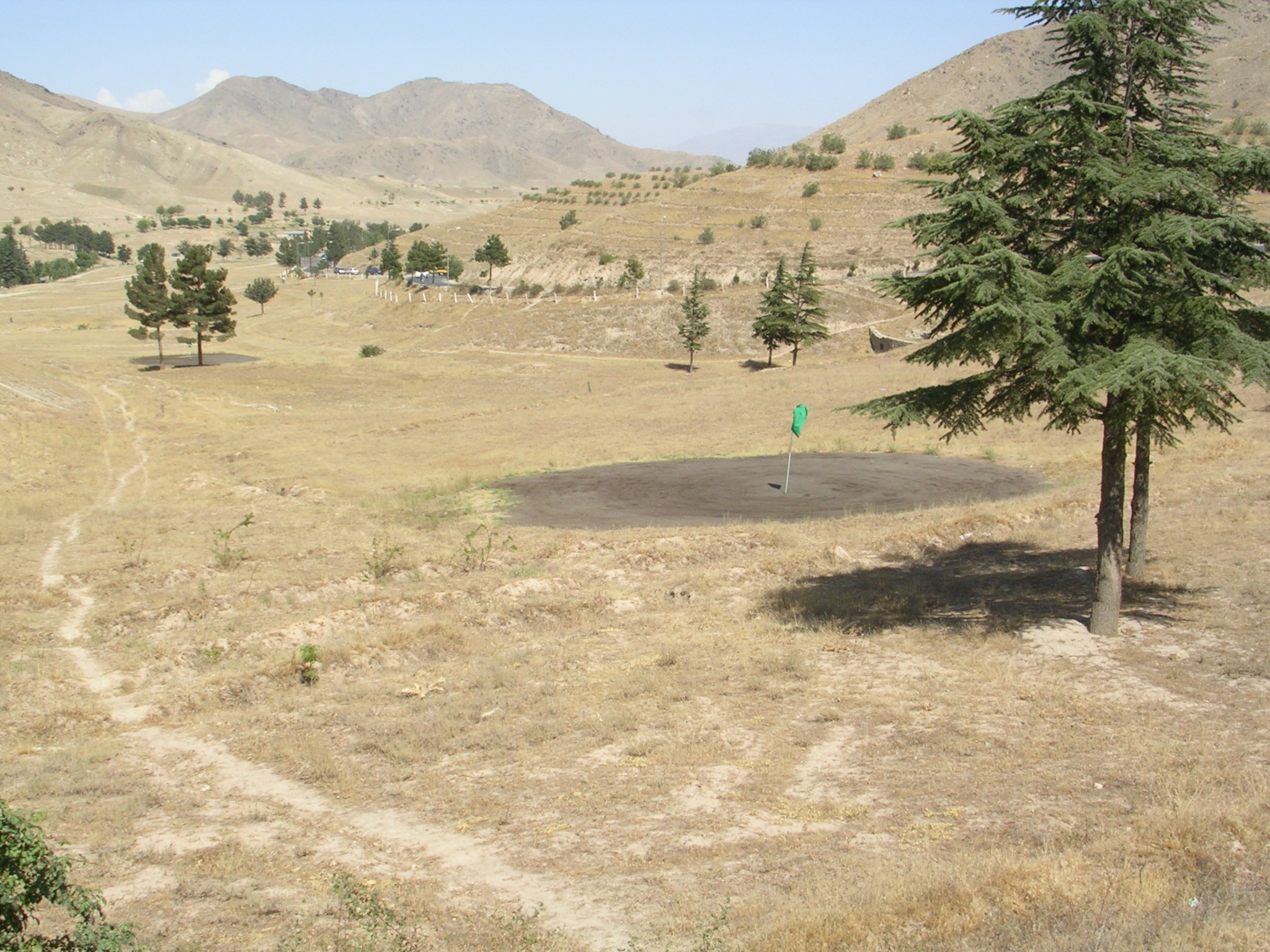
El paisaje de los trayectos de Kabul, Afganistán, es desértico y rocoso en algunos sectores, como se detalla en el videojuego.

El escenario del norte de Kabul en Afganistán se puede describir como un lugar principalmente desértico (llamado Leke) y encumbrado por montañas. En el noroeste se encuentra un río llamado Yakho Obhoo y el lago Lapis en el noreste, siendo los cuerpos de agua en el sector. Una de las condiciones climáticas que se pueden apreciar son las tormentas de arena que de forma intermitente cubren el yermo. Los asentamientos humanos de los nativos del lugar han sido ocupados por el Ejército Rojo, controlando el sector mediante distintos puestos de avanzada instalados estratégicamente por partes en este, además de contar con una base militar en donde se encuentra un 'Metal Gear' (Metal Gear Sahelanthropus) y un puesto de comunicaciones. Otros de los asentamientos que se encuentran en la zona es el palacio Lamar Khaate, como también las ciudades de Da Shago y Da Wialo, además del torreón Spugmay. La fauna del sector está compuesta con animales autóctonos de la zona. En cuanto a la flora, se puede extraer la planta Golden Crescent basada en la planta Triángulo de Oro, la cual se utiliza para obtener Opio.
Base Madre
Es un lugar ficticio formado por una plataforma marina ubicada en el país de Seychelles en el este de las costas de África, en donde se resguarda la organización Diamond Dogs utilizando esta como cuartel general y base de operaciones. El jugador tiene la posibilidad de personalizar los colores de esta.
África

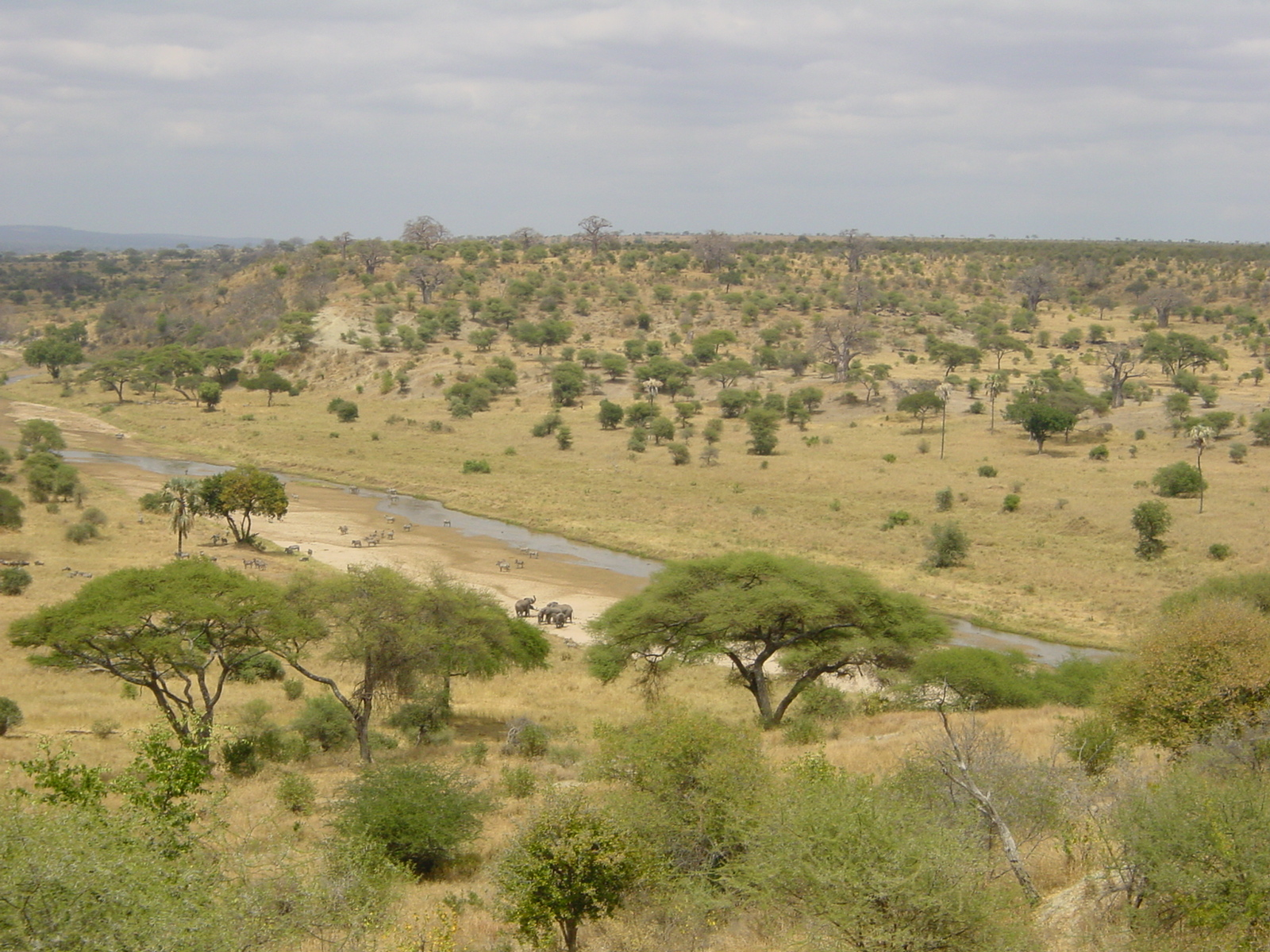
Fotografía del parque nacional Tangerine, al este de África, Tanzania. Es un lugar con características simílares a las que se muestran en el videojuego.

Su paisaje se asemeja a un cenagal con una amplia y variada vegetación. Una porción de su superficie posee ligeros desniveles cercanos a los cuerpos de aguas que se pueden distinguir en los sectores correspondientes, siendo uno de ellos el río Munene. Dentro de estos sectores se encuentra la presencia de un valle llamado Lufwa, como así también la presencia de jungla en la localidad. Sin embargo, esto contrasta con sus cumbres rocosas que se pueden observar al llegar a una mayor altitud. Que se encuentran en menor proporción que la de su espesura vegetal, propias de una sabana africana. En estas alturas se encuentra la mina Kungenga. Posee un clima tropical aparentemente con gran humedad y con lluvias torrenciales y tormentas eléctricas. Los militares que trabajan para empresas ocupan el sector y han construido puestos de avanzada y bases militares sobre la zona, previamente siendo una villa que se encuentra abandonada. Otra de las áreas urbanizadas del sector son el sector industrial de Gnumba, la estación Munoko ya nioka y el aeropuerto Nova Braga. La posición geopolítica se encuentra entre los bordes de los países de Angola y Zaire, debido a la inestabilidad y debilitamiento respectivamente, el lugar ha sido también fuente de ocupaciones paramilitares. Su vida silvestre está constituida por animales autóctonos de la zona, algunos de ellos se presentan agresivos ante las personas, además, se destacan especímenes que son simbólicos de la región como el Okapi. Las plantas y frutas que se encuentran en el lugar de forma exclusiva es el Angola Peach (melocotón de Angola).

### Equipamiento y armas
El protagonista del videojuego utiliza diversos tipos de equipamientos y armas para poder cumplir las misiones que le encomienda este, para poder avanzar a la siguiente etapa hasta poder completarlo.
Equipamiento

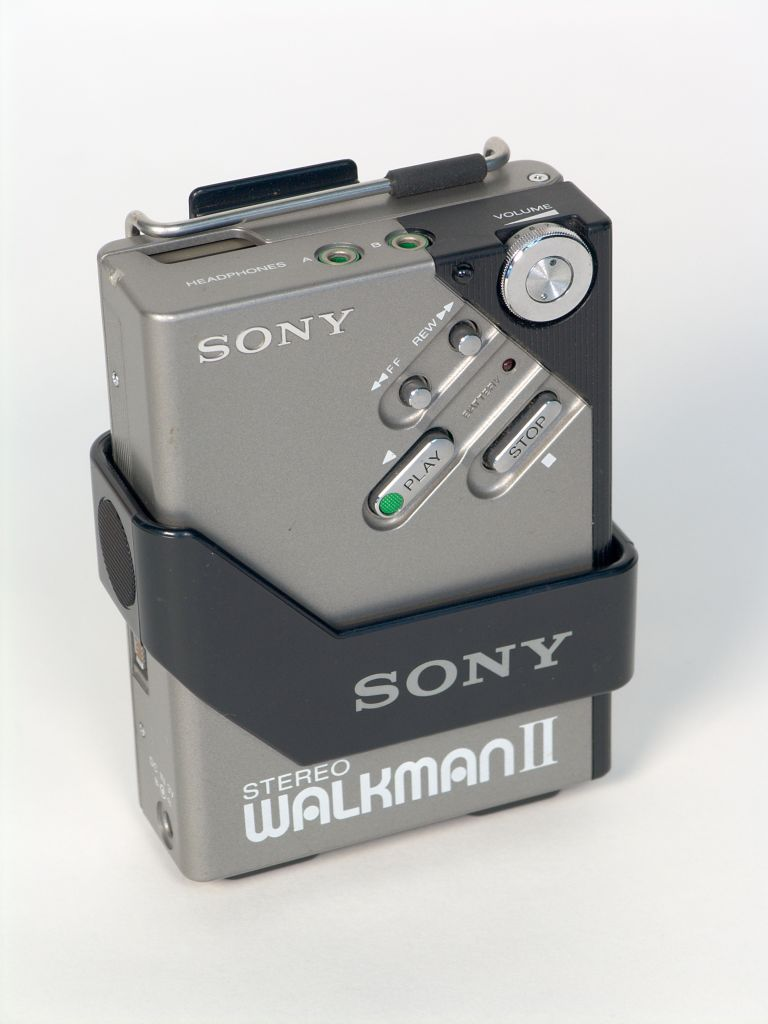
El videojuego incluye como herramienta un walkman, que con cintas de audio se podrá usar para escuchar música e informarse en más detalle de la trama.

Los equipamientos del videojuego son una variada alternativa de herramientas y uniformes que permite al jugador tener ayuda para superar las misiones, algunos de ellos pudiendo tener mejoras. Entre las herramientas se destacan el iDroid. Este dispositivo cumple la función de entregar las localizaciones de los objetivos para las misiones, como así también se puede emplear para tener contacto con la 'base madre' para obtener suministros. Otra de las herramientas son los binoculares, que permiten al jugador tener una visión más próxima de los objetivos, además de poder identificar a estos y poder tener información estadística relacionada con ellos. Similares en diseño son las lentes de visión nocturna que permiten al jugador poder ver en lugares en donde la luz es más débil. El Fulton Device es una herramienta que entrega la posibilidad al jugador de poder extraer elementos del ambiente, ya sean animales, personas o contenedores de material y albergarlos en la 'base madre'. Otro de los dispositivos que existen en el videojuego es un Sony Walkman, con el cual podemos escuchar las cintas de audio que existen en el videojuego como así también poder escuchar música con él. También está el cigarro fantasma que permite al jugador hacer pasar las horas más rápido.
Las cajas de cartón ayudan al jugador a camuflarse con el ambiente evitando ser descubierto por el enemigo. Existen diferentes diseños para un ambiente en específico. 
La prótesis del protagonista también puede utilizarse como un equipamiento. Una de los tres alternativas funcionales, como el Brazo de Jehuty, que proporciona un mayor rango de alcance cuerpo a cuerpo para con los enemigos. El brazo Paralizante, el cual puede dejar paralizado a sus enemigos. La tercera opción es el Brazo Cohete, el cual puede usarse como un proyectil teledirigido y este posee dos versiones: una versión que deja a los enemigos inconscientes y otro que los mata con una explosión. El cigarro del protagonista consiste en una herramienta en la cual el jugador puede consumir diferente tipo de hierbas medicinales para distintos propósitos.
Los uniformes que se utilizan en el videojuego tienen por función camuflar al jugador con el ambiente para poder realizar actividades de sigilo y pasar desapercibido por los enemigos. Existen diversos diseños para cada ambiente en específico.
Armamento
El jugador puede acceder a distintos tipos de armas que el videojuego le proporciona. Estas son personalizables, por medio de distintos accesorios que obtener. Las armas pueden ser clasificadas como Letales y No Letales. Ninguna de las armas que aparecen en el juego corresponden a armas reales.

## Sistema de juego
El videojuego incorpora un sistema de mundo abierto, en el cual el jugador tiene la posibilidad de realizar misiones de forma no-lineal, con un total de 50 misiones principales y 157 secundarias. Para poder cumplirlas él debe de recolectar los recursos necesarios para poder fabricar armas, municiones e implementación diversa dependiendo su elección, como así también la posibilidad de capturar soldados que se encuentran en los escenarios con la idea de reclutarlos para su 'Base Madre'. 
El jugador posee la libertad de efectuar las misiones utilizando técnicas de sigilo con el objetivo de poder superar los obstáculos que propone el videojuego en cada una de las misiones, pudiendo combinar esta con técnicas de combate, pudiendo ser estas: Combate a cuerpo cercano, utilizando armas no letales, como también letales. 
El jugador debe interactuar con su 'Base Madre' la cual le permite almacenar diversos tipos de recursos, como así también de soldados que voluntariamente se enrolan o bien los que son extraídos por el jugador desde los escenarios. Estos pueden ser asignados a los diferentes departamentos que se encuentran en esta Base, ya sea de forma automática o sea por acción del jugador. El jugador irá accediendo a las diversas tecnologías que el juego dispone a medida que el jugador obtenga lo que se denomina como 'Producto Militar Bruto', además de acceder a los objetos especiales del juego, o bien desarrollar el área de investigación de la base en cuanto puntos de experiencia. En esta base también puede entrenar sobre la base de los 'escenarios' que nos proporciona esta, así además el jugador puede ducharse con el objetivo de eliminar su pestilencia y evitar ser detectado por los enemigos durante las misiones. En la base se puede interactuar con los soldados de esta, ya sea para hablar como luchar con ellos.
Aparte de la elección de jugar con Punished 'Venom' Snake para poder efectuar las misiones, el jugador también puede elegir a un personaje que se encuentra dentro de la 'Base Madre' del jugador que haya capturado o rescatado para efectuarlas.
En los mundos en que el jugador puede interactuar se encuentran las misiones marcadas en el dispositivo iDroid, el cual ayuda a establecer las ubicaciones en que el jugador debe llegar para poder realizar lo encomendado por estas. El jugador al finalizar las misiones principales puede obtener puntuaciones dependiendo de estas técnicas utilizadas, además de obtener 'Heroísmo' completando misiones y realizando acciones que implican el rescate de personas. El videojuego asigna diversos rangos, dependiendo de las acciones del jugador. El jugador tiene la posibilidad de realizar misiones que no están relacionada con la trama principal del título, en donde el jugador puede obtener recursos y otros tipos de elementos que el videojuego pone a disposición del jugador.
El jugador puede optar por elegir a un compañero para que pueda ayudarle a cumplir las misiones. Cada uno de estos posee habilidades particulares que pueden emplearse de acuerdo a la acción que desee el jugador.
El videojuego incorpora un 'sistema de respuesta' que interactúa adaptándose dependiendo a la forma en que se desenvuelve el jugador en sus partidas con el objeto de dificultar la labor de este. El sistema se presenta en el lado derecho de la pantalla en forma de icono. Cuenta con niveles que entre más alto más enfoque el videojuego da a las acciones específicas del jugador. Depende de las armas que se utilicen, como vehículos y técnicas de combate.
El videojuego posee incorporado un 'medidor de karma' llamado nivel demonio, en donde la apariencia física del personaje Venom Snake cambia dependiendo de las acciones del jugador en cuanto sus capacidades de sigilo como de aniquilación de adversarios. Estos cambios se presentan en la cara del personaje, en donde puede ser la apariencia normal de este o bien si el jugador es constantemente encontrado por sus adversarios como así también los asesina, cambiando a una cara ensangrentada y con el pedazo de metal en su cabeza volviéndose más largo y prominente.

## Desarrollo
Se dio a conocer el primer tráiler del videojuego en la gala de premios de Spike Video Game Awards, en la fecha 7 de diciembre de 2012. El estreno del título al público fue con el nombre The Phantom Pain, por la desarrolladora Moby Dick Studio con sede en Estocolmo (Suecia), liderada por el Director Ejecutivo Joakim Mogren, el cual declaró en la conferencia:

«Our goal is to deliver an uncompromising, exciting and touching game experience to people all around the globe»
«Nuestro objetivo es ofrecer una experiencia de juego sin concesiones, emocionante y conmovedora a la gente de todo el mundo»
Joakim Mogren, (2012)

Se especuló sobre si este videojuego estaba relacionado con la franquicia Metal Gear, mediante las conjeturas sobre si el nombre del director ejecutivo de la empresa era un anagrama del nombre de Hideo Kojima, la apariencia del personaje que aparecía en el tráiler posee similitud con la de uno de los protagonistas de la franquicia (Big Boss), como así también que las letras del título se podía distinguir la silueta de la palabra Metal Gear Solid V. Otro de los argumentos que daban lugar a que el videojuego que se mostró era parte de la saga de Konami fue que la fecha de creación de la página de la empresa sólo fue unas semanas antes que su presentación. Otro de los aspectos que se considerarón fue un mensaje de Twitter en donde mediante una fotografía se mostró a un funcionario que trabajó para anteriores entregas de Metal Gear (Kyle Cooper), vistiendo una camiseta alusiva al proyecto como de la empresa desarrolladora del videojuego.
En la fecha 15 de marzo de 2013, el portal de videojuegos GameTrailers realizó una entrevista viral a Joakim Mogren, en tono humorístico y con propósitos de marketing, donde este se muestra evasivo a las preguntas hasta el momento en donde el entrevistador le muestra fotografías del videojuego con el logo del Fox Engine, poniendo nervioso a Joakim y terminando así la entrevista de forma abrupta. Esto se relaciona así con las conjeturas de los medios y personas sobre si el juego tenía alguna relación con Hideo Kojima. Además se dio a conocer el 10 de marzo que la demostración de sus proyectos para la Game Developers Conference de 2013 se extendió de 60 minutos a 90, dejando en claro que se hablaría de forma más extendida los proyectos que se realizarían con el Fox Engine.
Anunciado el 27 de marzo de 2013 en la Game Developers Conference de 2013, realizada en la ciudad de San Francisco, Estados Unidos, Esta nueva entrega utilizará el motor gráfico Fox Engine y saldrá en PlayStation 3, PlayStation 4, Xbox One, Xbox 360 y PC. La historia se desarrollará en 1984, donde controlaremos al legendario soldado Big Boss, a sus 49 años de edad. La voz y la captura de movimiento estará a cargo de Kiefer Sutherland. La fecha de salida del juego es el 1 de septiembre en todas sus versiones incluido PC.
El estudio Kojima Productions pidió a sus clientes a dar opiniones a través de la red social Twitter sobre su experiencia en Metal Gear Solid V: Ground Zeroes, para poder realizar mejoras en The Phantom Pain por medio de estas.
Para el desarrollo del videojuego, se utilizó por primera vez la técnica de captura de movimiento facial para modelar la cara de los personajes como 'Quiet'. El actor Kiefer Sutherland en una entrevista declaró que en el proceso de escaneo facíal se emplearon aproximadamente 50 cámaras, como así también para monitorear los gestos se utilizaron marcadores faciales.
Para el 11 de junio de 2013 en la convención E3 de ese mismo año se publicó el tráiler E3 2013 RED BAND Trailer (Extended Director's Cut), la versión sin censura y extendida del mismo. En el tráiler se anunciaba que sería el primer videojuego de mundo abierto de la franquicia y que contaría con nuevas técnicas de sigilos disponibles. El juego incorpora clima en tiempo real además de nuevas formas de transportes, ya sean vehículos motorizados como por caballo. Las tácticas de espionaje adquirieron un nuevo concepto para esta entrega reinventándose a sí misma, así mismo entregando al jugador mayor libertad para definir sus estrategias. El tiempo fluiría de forma realística, alternando entre el día y la noche, el combate cuerpo a cuerpo evolucionaría de forma más dinámica. En el tráiler se dieron a conocer algunos de los personajes que estarían presentes en la entrega, revelando el nombre del protagonista, siendo Este Punished Snake. La canción utilizada para Este fue Sins of the father de la cantante Donna Burke.

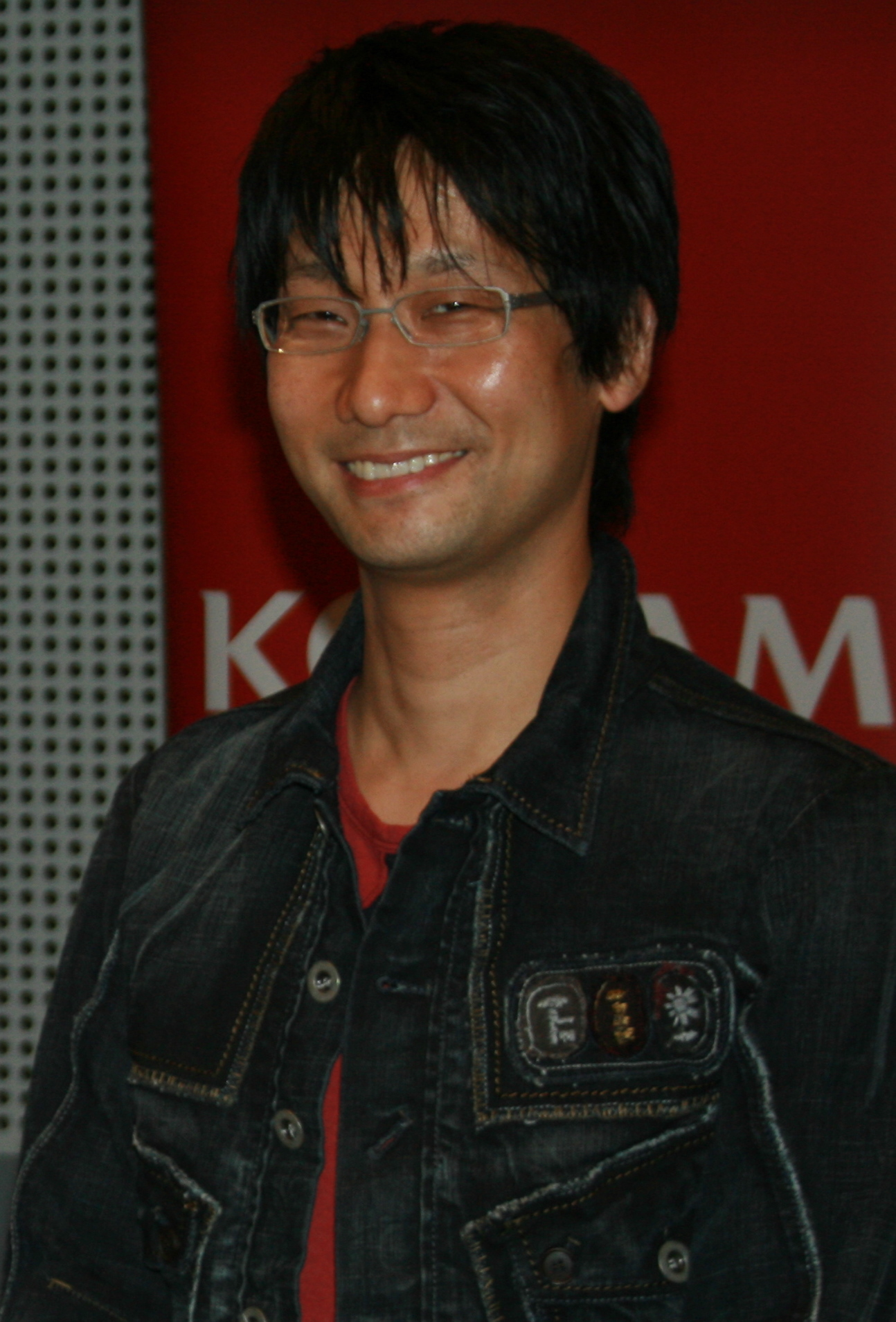
La innovación manteniendo los conceptos de la franquicia fue idea y motivación para desarrollar el título, según palabras de su director.

En la fecha 10 de junio de 2014, para la convención de E3 anual, se programó lanzar dos vídeos, uno de ellos era un nuevo tráiler del juego, dirigido y editado por Hideo Kojima, en donde se da a conocer a la organización Diamond Dogs, el segundo vídeo fue un gameplay de 20 minutos de la demo del videojuego. En el tráiler, la música utilizada fue Nuclear de Mike Oldfield. También este recibió críticas positivas por los directores Park Chan-Wook, Shinya Tsukamoto, Nicolas Winding Refn, Avi Arad, Norman Reedus además de Guillermo del Toro, que agradecieron a todo el personal que trabajó en esta producción.
El productor del juego, Hideo Kojima, después de que se le preguntase reiteradas veces a través de la red social Twitter si había sido idea suya hacer a los personajes más 'eróticos', comentó que le encargó a Yoji Shinkawa realizarlos de esta forma. Bajo su pensamiento, esto sería beneficioso para el marketing y el fanservice.
En una entrevista a Hideo Kojima por la revista Time el mismo año, en donde se refirió a que su regreso a dirigir una nueva entrega de la saga radicó por su averiguación de que el nuevo personal encargado para las franquicias principales no podían con la responsabilidad, por lo que eso lo motivo a volver, además refiriéndose a que el presupuesto de esta entrega es elevado. También declaró que con The Phantom Pain siempre tuvo en mente la innovación constante de la franquicia, como en todos los juegos en que ha participado.

«So in a way I guess I’m taking advantage of that to try new things, because every time I work on any game, be it Metal Gear or something else, I try to make new things. So for me, my challenge right now working on Metal Gear is, while preserving the elements that make it Metal Gear, to do all the new things I really want to do.»
«Así que en cierto modo creo que estoy tomando ventaja de eso para probar cosas nuevas, porque cada vez que trabajo en cualquier juego, sea Metal Gear o alguna otra cosa, trato de hacer cosas nuevas. Así que para mí, mi reto en estos momentos trabajando en Metal Gear, preservando al mismo tiempo los elementos que lo hacen Metal Gear, para hacer todas las cosas nuevas que realmente quiero hacer.»
Hideo Kojima, (2014)

La empresa Konami en el 2014 se refirió a los planes sobre sus videojuegos, explicando que el título sufriría un retraso y que podría estar listo desde a finales de 2014 como en el año 2015.
En septiembre de la misma fecha, en el evento Tokyo Game Show se revelaron dos videos, cuyo contenido era el debut a la audiencia de los nuevos compañeros de Punished Snake. El primero es un cachorro llamado DD, el cual durante los sucesos del videojuego se hace adulto y puede acompañar a Snake. El otro vídeo nos muestra a una mujer llamada Quiet, que en el tráiler muestra sus habilidades y su relación con el protagonista. También es compañera de este durante el transcurso de la trama.
En una entrevista realizada por el medio IGN al director del videojuego el 3 de marzo de 2015, se reveló que la fecha de lanzamiento sería el 1 de septiembre del mismo año. La subsidiaria de Konami en Reino Unido mediante un comunicado de Twitter en la fecha 4 de marzo anunció que el lanzamiento del juego para la plataforma digital Steam, posiblemente podría realizarse el 15 de septiembre del mismo año.
Uno de los nuevos conceptos que se planearon para el desarrollo del juego fue la idea de Yoji Shinkawa, el cual ideó un mayor detalle para el funcionamiento de las armas del videojuego. Una de estas fue la proposición de darle la posibilidad al jugador de utilizar un 'Escudo Balístico' que reflecta las balas que provengan de la retaguardia del jugador. Además, en una entrevista se refirió al método de trabajo durante el desarrollo del videojuego, argumentando que "fue sido más duro" que en entregas predecesoras. También comentó que el desarrollo con el Fox Engine convirtió en el trabajo en algo que se pudo especializar y dividir por grupos, quienes se encargaron de realizar cada trabajo en particular.
El asistente en producción del videojuego, Kenichiro Imaizumi, declaró que para la fecha de junio de 2015 el juego ya se encontraba en la fase final de su desarrollo, explicando además que el desarrollo de este estuvo enfocado primordialmente a las plataformas de consolas debido al poco personal que se contaba para desarrollar el título.
En una entrevista realizada a la actriz Stefanie Joosten, mencionó que tuvo que aprender conceptos militares para realizar el papel de 'Quiet', el cual fue supervisado por Joyi Shinkawa y Hideo Kojima, ambos con conocimiento sobre la disciplina.
En agosto de 2015, se anunció que ya se encontraba disponible la reserva del juego para computadores por medio del medio Steam, además de que saldría el 1 de septiembre de ese año como ocurrió con su port en consolas. El sitio oficial de la empresa en un comunicado anunció de forma oficial la fecha de lanzamiento del videojuego, rectificando que para gran parte del mundo sería el 1 de septiembre, agregando además que el lanzamiento para la región asiática sería el 2 de septiembre de dicho año. Para el 25 de ese mes, se anunció la aplicación MGS V: THE PHANTOM PAIN para PlayStation 4, PS3 y Xbox One, donde uno puede manipular el dispositivo iDroid desde de una pantalla adicional.
El periódico de negocios japonés Nikkei escribió un artículo reportando sobre los costos de producción del videojuego, entregando de que supresupuesto para el desarrollo del mismo estuvo sobre los 10 billones de yens (80 millones de dólares).
En el día del lanzamiento de esta entrega, Konami publicó en su cuenta oficial de Youtube un vídeo relacionado con el desarrollo del videojuego. En este vídeo se dieron a conocer los pensamientos del personal que trabajó para realizar el título, además de comentarios del director Hideo Kojima, en donde comenta que el desarrollo del juego básicamente es para entregar una respuesta a los sucesos que no se habían explicado en entregas anteriores haciendo nexo entre todas las sagas, completando el desarrollo de 28 años de trabajo. De forma simbólica, el director Kojima visita la casa de un fanático fallecido que entregó apoyo a los estudios cuando atravesaban un difícil momento, mostrando gratitud a su familia por el gesto.

« This time, the game serves to bridge a missing link. Of Course I don't want to say too much since people haven't played it yet. But I thought long and hard about how to best connect things. What kind of bridge should fill the gap. I've thinking about that ever since MGS4. And one asnwer is the approach that I took with MGS5. I think fans will be happy with it»
« Esta vez, el juego sirve para cerrar un eslabón perdido. Por supuesto que no quiero decir demasiado ya que la gente no ha jugado todavía. Pero pensé mucho sobre cómo conectar mejor las cosas. ¿Qué tipo de puente debe llenar el vacío. He pensado en eso desde que MGS4. Y una respuesta es el enfoque que tomé con MGS5. Creo que los fans estarán encantados con él.»
Hideo Kojima

El 6 de octubre de 2015 Konami ofreció un 'Seguro' a sus jugadores, el cual protege los recursos de su 'Base Madre' de los ataques enemigos, exceptuando los que el jugador robe a otras bases. Este seguro funciona por medio de dinero real, además de entregar algunas mejoras al 'Modo En Línea' del videojuego en donde estadísticamente se puede ver la fortaleza de la 'Base Madre' del jugador, se incrementaron la cantidad de materiales y de producto militar bruto límites para el modo en línea. El modo de construcción de la 'Base Madre' puede ser más rápido si es que el jugador lo desea pagando dinero real para aquello: los soldados que resguardan la 'Base Madre' cuentan con visión nocturna, el jugador puede evitar ser rastreado al momento de realizar las infiltraciones a las Bases enemigas, se actualizaron la cantidad de armas y mejoras para ellas, mayores recompensas para el modo 'en línea' y en el desarrollo del combate se agregaron eventos especial realizados por los creadores del videojuego al modo de atacar a las bases enemigas, además de la interfaz antes de iniciar una misión en el modo offline. El coproductor del juego dio mención a que con la moneda que se utiliza para estos casos es también es posible obtener completando misiones en el modo individual.

### Contenido descargable
La empresa Konami en el evento Tokyo Game Show 2015 anunció su primer contenido descargable del videojuego, el cual consiste en trajes inspirados en el título Metal Gear Solid 3: Snake Eater, En la fecha 20 de octubre de 2015, el contenido se encontró disponible para las misiones en modo en línea.

### Producción
| Director                  | Hideo Kojima                                            |
| Productores               | Hideo Kojima Kenichiro Imaizumi                         |
| Director artístico        | Yoji Shinkawa                                           |
| Supervisor de iluminación | Yoshiharu Nishiyama                                     |
| Consejero Militar         | Motosada Mori                                           |
| Música                    | Harry Gregson-Willians(Director) Justin Burnett(Músico) |
| Escritores                | Hideo Kojima Shuyou Murata Hidenari Imamura Etsu Tamari |
| Referencias               | [ 59 ]                                                  |

Konami encargó al director Hideo Kojima a dirigir el proyecto, en donde también fue productor junto con Kenichiro Imaizumi. Ambos han trabajado en entregas anteriores de la franquicia con este cargo. Se mantuvo a Yoji Shinkawa en la dirección artística del juego como las mecánicas del mismo junto con Keiichi Matate, Toshiki Suda y Satoshi Hirano, quienes trabajaron en entregas anteriores de la franquicia. La música también ha sido encargada por el director Harry Gregson-Williams, quien fue el encargado de componer el tema principal del juego llamado Big Boss Returns. con la música realizada por Justin Burnett en el estudio The Village Studios LA y Jonas B. Ingebretsen. Se ha realizado una investigación previa al desarrollo del videojuego, contando con un consejero militar que realizó sugerencias en el mismo. El juego se ha hecho bajo supervisión militar por Motosada Mori, quien entregó conceptos militares sobre armas, vehículos y combate a corta distancia.
El director del título también desarrolló la historia del juego, como así la planificación y el diseño del juego. Además realizó la dirección de la historia en conjunto con Hidenari Inamura (que trabajó en la entrega Metal Gear Solid: Peace Walker como apoyo) y Satoshi Hirano (guionista en Metal Gear Solid: Portable Ops). El elenco también fue monitorizado por los médicos Shigeki Kushimoto, Satoru Suzuki y Chizu Ikushima.
Se designó a un equipo para el diseño de los escenarios en el juego, liderado por Hiroaki Yoshiike, el cual trabajó junto con un equipo de guionistas y diseñadores para la confección de estos.
La programación fue liderada por Daizaburo Nakamura. El trabajo de la programación fue designada tanto para los parámetros de un jugador, los personajes no jugables, los vehículos, el modo 'en línea', los efectos especiales, la interfaz, el audio y los artistas. Daizoburo también estuvo encargado del trabajo con el motor Fox Engine, el cual se dividió el trabajo en el desarrollo de las sombras, gráficas, efectos especiales, animación, física y colisión, cinemáticas, los archivos, el sistema. El equipo encargado por el motor tuvo apoyo técnico de Sony Computer Entertainment Japan Asia.

### Música

#### Banda sonora
La banda sonora del videojuego fue dirigida por Harry Gregson Williams, quien ha trabajado en entregas anteriores de la saga Metal Gear desde 2001. Para este título, Williams se limitó a la dirección y componer la canción Big Boss Returns para la banda sonora del videojuego. Los temas Sins of the father y Quiet fueron compuestas por Akihiro Honda, quien ha trabajado en entregas anteriores de la franquicia, escritas por Ludvig Forssell, debutando en el trabajo de composición para Metal Gear (conocido por su trabajo en Lollipop Chainsaw) y cantadas por Donna Burke y Stefanie Joosten, respectivamente. Este fue producido por la cantante Nobuko Toda por FILM SCORE LLC, que fue también la encargada de la orquestación de este. La orquesta Nashville Music Scoring Orchestra fue la encargada de realizar la instrumentación. La música orquestada fue desarrollada en Capitol Studios. La banda sonora obtuvo premios como el mejor del año 2015 por los premios The Game Awards de dicho año. . También obtuvo el PlayStation Universe 2015 Awards - Best Original Musical Score del portal PlayStation Universe.

#### Música insertada
Las cintas de audio que el jugador puede obtener poseen algunas de ellas canciones de músicos de los década de 1980 y principios de 1990, además del tema insertado para uno de los tráileres del juego, Nuclear de Mike Oldfield. El listado es el siguiente:

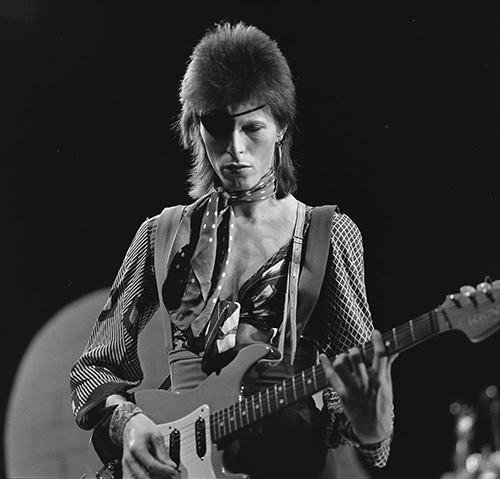
El nombre de la organización 'Diamond Dogs' está inspirado en el disco de David Bowie, el cual agregó un tema al título

| Año  | Título de la canción                | Artistas | Estudios                     |
| ---- | ----------------------------------- | --- | ---------------------------- |
| 1985 | 'The Man Who Sold the World'        | David Bowie (escritor) Midge Ure (intérprete) | Chrysalis Records Ltd        |
| 1982 | 'She Blinded Me with Science'       | Thomas Dolby (escritor e intérprete) Jonathan Kerr (escritor) | Parlophone Records Ltd.      |
| 1981 | 'Kids in America'                   | Ricky Wilde (escritor) Marty Wilde (escritor) Kim Wilde (intérprete)                                                                                              | Parlophone Records Ltd.      |
| 1983 | 'Too Shy'                           | Nicholas Beggs (escritor) Steven Askew (escritor) Stuart Neale (escritor) Christopher Hamill (escritor) Kajagoogoo (intérprete)                                   | 2008 Parlophone Records Ltd. |
| 1982 | 'Only Time Will Tell'               | John Kenneth Wetton (escritor) Geoffrey Downes (escritor) Asia (intérprete)                                                                                       | Universal Music Enterprises  |
| 1983 | 'Rebel Yell'                        | Steve Stevens Jr. (escritor) Billy Idol (intérprete) | Universal Music Enterprises  |
| 1982 | 'Gloria'                            | Giancarlo Bigazzi (escritor) Umberto Tozzi (escritor) Trevor Veitch (escritor) Laura Branigan (intérprete)                                                        | Atlantic Recording Corp.     |
| 1986 | 'The Final Countdown'               | Joey Tempest (escritor) Europe (intérprete) | EMI Music Pub. Ltd.          |
| 1982 | 'Maneater'                          | Daryl Hall (escritor e intérprete) John Oates (escritor e intérprete) Sara Allen (escritora)                                                                      | LLC, UNICHAPPELL MUSIC INC   |
| 1985 | 'Take on Me'                        | Magne Furuholmen (escritor) Morten Harket (escritor) Paul Waaktaar-Savoy (escritor) a-ha (intérprete)                                                             | Warner Bros. Records         |
| 1980 | 'Love Will Tear Us Apart'           | Ian Kevin Curtis (escritor) Peter Hook (escritor) Stephen Morris (escritor) Bernard Sumner (escritor) Joy Division (intérprete)                                   | Factory Communications Ltd.  |
| 1984 | 'Dancing with Tears in My Eyes'     | Christopher Thomas Allen (escritor) Warren Reginald Cann (escritor) William Lee Currie (escritor) Midge Ure (escritor) Ultrabox (intérprete)                      | Chrysalis Records Ltd.       |
| 1983 | 'True'                              | Gary Kemp (escritor) Spandau Ballet (intérprete) | Chrysalis Records Ltd.       |
| 1992 | 'Friday I'm in Love'                | Perry Bamonte (escritor) Simon Johnathon Gallup (escritor) Robert James Smith (escritor) Porl Thompson (escritor) Boris Williams (escritor) The Cure (intérprete) | Elektra Entertainment        |
| 1984 | 'You Spin Me Round (Like a Record)' | Peter Jozzepi Burns (escritor) Stephen Coy (escritor) Michael David Percy (escritor) Timothy John Lever (escritor) Dead or Alive (intérprete)                     | Sony Music UK                |

## Personajes
Kojima Productions realizó principalmente la captura de voz y de acción en inglés, con actores de Hollywood. Las voces en japonés fueron dobladas sobre la versión original inglesa.

## Mercadotecnia
El videojuego posee variedades de productos derivados e inspirados en este, ya sean estos directamente hechos por la empresa creadora del título o bien por empresas especializadas en productos en específico.

### Ediciones especiales
Para la fecha de lanzamiento del videojuego, la empresa Konami decidió vender una edición especial limitada de este llamado Day 1 Edition. Al ser obtenido, el comprador tuvo el acceso a algunos objetos que son parte del DLC del juego, además de acceder a algunos beneficios al modo 'en línea'. Esta edición para los formatos físicos llevó consigo un mapa de los niveles del juego.
Además se vendió una edición de coleccionista llamada Collector's Edition, lanzada en el día 1 de septiembre de 2015, la cual contenía además del juego, todo el primer DLC de este, elementos físicos como una réplica del brazo protésico de Snake a una escala 1/2, un libro llamado Collectible SteelBook, un disco blu-ray con un documental sobre cómo se hizo (Behind the Scenes Documentary) y los tráileres del título. Todo esto se encontraba dentro de un paquete especial.
En Japón, Europa, Australia y Nueva Zelanda para el día del lanzamiento del videojuego para estos países, la empresa ha puesto a la venta la edición Special Edition para PlayStation 4, la cual contiene el videojuego, el libro de ilustraciones de este, el blu-ray de ediciones conocidas, además del contenido descargable con contenido exclusivo. También para Japón existe la versión con el mismo contenido que la Special Esition, más un brazo a escala realista del brazo protésico del protagonista. Además se ha lanzado una edición limitada del juego llamado The Phantom Pain Edition junto con un PlayStation 4 de 500 GB de memoria decorada temáticamente con el brazo protésico de 'Snake' junto con detalles dorados, además de los implementos para su funcionamiento, como su cable de alimentación, un cable HDMI, un cable USB y un Dualshock 4, de diseño temático a la consola.
De forma exclusiva para Japón, Sony ha confeccionado diversos tipos de Walkman (diseños ZX, NW-ZX2 Y NW-A16) conmemorativos con material del videojuego. Este incluye la banda sonora original del juego más algunos sonidos característicos de este. También fue lanzada una tableta Xperia conmemorativa. La fecha de publicación de estos productos fue un día después del lanzamiento del videojuego.

### Álbum de estudio
La empresa Konami publicó un álbum recopilatorio del material musical utilizado en el videojuego, lanzado el 2 de septiembre de 2015 en Japón en formato de disco compacto, además de las plataformas iTunes y Amazon. Se hizo público el lanzamiento de las canciones que no fueron incluidas en el primer disco, llamado The Lost Tapes. Además de ser de edición limitada, el lanzamiento del disco está planeado para la venta el 30 de marzo de 2016 Comercialmente se encuentra recopilado junto con los temas usados para Metal Gear Solid V: Ground Zeroes, además de las canciones utilizadas en los tráileres para el videojuego. El listado de las canciones es el siguiente:

#### Disco uno
| Disco 1 |                              |          |  |
| N.º     | Título                       | Duración |  |
| 1.      | «The Man Who Sold The World» | 5:42     |  |
| 2.      | «V Has Come To»              | 3:08     |  |
| 3.      | «You Can Call Me Ishmael»    | 2:03     |  |
| 4.      | «A Burning Escape»           | 9:05     |  |
| 5.      | «Afghanistan’s a Big Place»  | 2:16     |  |
| 6.      | «Unforgiving Sands»          | 2:47     |  |
| 7.      | «Kept You Waiting Huh?»      | 3:25     |  |
| 8.      | «Parasites»                  | 3:20     |  |
| 9.      | «Allegiance Defined»         | 2:56     |  |
| 10.     | «Exfiltrate the Hotzone»     | 1:30     |  |
| 11.     | «I am Skull Face»            | 3:31     |  |
| 12.     | «Hals’s Child Unchained»     | 3:01     |  |
| 13.     | «Introduction To Africa»     | 2:30     |  |
| 14.     | «Encounter on the Plains»    | 1:57     |  |
| 15.     | «A Factory of Death»         | 1:57     |  |
| 16.     | «The Code Talker»            | 4:07     |  |
| 17.     | «Metallic Archaea»           | 2:08     |  |
| 18.     | «OKB Zero»                   | 2:10     |  |
| 19.     | «Angering Mantis»            | 7:01     |  |
| 20.     | «Sahelanthropus Dominion»    | 6:19     |  |
| 21.     | «Return»                     | 2:57     |  |
| 22.     | «Sins of the Father»         | 4:54     |  |

#### Disco dos
| Disco 2 |                                            |          |  |
| N.º     | Título                                     | Duración |  |
| 1.      | «Quiet’s Theme»                            | 2:53     |  |
| 2.      | «Here’s to You»                            | 3:09     |  |
| 3.      | «Not Your Kind Of People»                  | 4:59     |  |
| 4.      | «Nuclear»                                  | 4:59     |  |
| 5.      | «Ground Zeroes»                            | 1:50     |  |
| 6.      | «Camp Omega»                               | 1:28     |  |
| 7.      | «Withered Peace»                           | 2:22     |  |
| 8.      | «The Girl’s Gone»                          | 2:44     |  |
| 9.      | «Bloodstained Anthem»                      | 1:23     |  |
| 10.     | «She’s Rigged»                             | 3:01     |  |
| 11.     | «The Fall of Mother Base»                  | 3:32     |  |
| 12.     | «Drop Off»                                 | 1:19     |  |
| 13.     | «Beautiful Mirage – An Unexpected Visitor» | 4:18     |  |
| 14.     | «On the Trail»                             | 2:02     |  |
| 15.     | «Steel Embers»                             | 2:03     |  |
| 16.     | «Infected»                                 | 4:03     |  |
| 17.     | «Battling Armor»                           | 5:26     |  |
| 18.     | «Shining Lights, Even in Death»            | 4:03     |  |
| 19.     | «Fortress»                                 | 2:05     |  |
| 20.     | «Disarmament»                              | 1:37     |  |
| 21.     | «Swift Judgement»                          | 1:53     |  |
| 22.     | «Darkness Roars»                           | 3:31     |  |
| 23.     | «Beautiful Mirage – The Vision Fades»      | 1:52     |  |
| 24.     | «Objective Complete»                       | 1:45     |  |
| 25.     | «African Battlecry»                        | 2:07     |  |
| 26.     | «Metal Gear Online»                        | 3:26     |  |
| 27.     | «A Phantom Pain»                           | 3:59     |  |
| 28.     | «Various Jingles»                          | 0:53     |  |

### Figuras coleccionables
La empresa Square Enix lanzó al mercado dos figuras del protagonista del juego, llamadas Gold Tiger  y Splitter. Una de sus posibilidades son el intercambio de sus manos y cabeza, con una variedad para elegir, además de accesorios, como armas y el iDroid. Estas salieron al mercado en mayo de 2015 y junio del mismo año, respectivamente. La empresa Goodsmile y Union Crative, como así el Metal Gear (Sahelanthropus) que aparece en la entrega.
Además, el director del juego anunció la figura del personaje 'Quiet' del Kai Arts de la misma empresa, con algunos atributos especiales como la suavidad de los pechos de la figura.

### Ropa y accesorios
En julio de 2015, el director del videojuego Hideo Kojima, en conjunto con la empresa textil Puma, lanzaron al mercado zapatos deportivos, botas, chaquetas, poleras y polainas, diseñadas por Yoji Shinkawa,  las cuales fueron mostradas en el Tokyo Game Show de ese mismo año. La compañía de relojes Seiko y Kojima Productions lanzaron al mercado un reloj 'retro' que es una réplica del que aparece en el videojuego, de forma limitada de 2500 copias.

### Libros
Para el lanzamiento del videojuego se publicó la guía de estrategia oficial del juego, con un total de 450 páginas en idioma inglés, realizado por Mathieu Daujam, James Price y su grupo de trabajo.
En marzo de 2015, el director del videojuego comunicó a los medios su intención de realizar un libro de ilustraciones para la audiencia occidental. También uno de los desarrolladores del videojuego argumentó que sería más extenso del que se vendió a los consumidores orientales.

## Recepción

### Comercial
El sitio VGchartz ha publicado que en su primera semana de estreno, el juego vendió para la consola PlayStation 4 un total de 1.637.870 copias a nivel global en formato tiendas. Para Estados Unidos, las ventas representaron un 27,80 % del porcentaje global con un total de 445.459 copias vendidas. En Reino Unido se vendieron 128.751 copias representando un 7,86 % del global de ventas. En Alemania las ventas por unidades fueron de 99.666 copias, siendo parte del 6,01 % del global. En Francia se vendieron en la primera semana un total de 99.244 copias siendo este el 6,06 % del global. Para la primera semana en el resto de Europa, el juego consiguió vender un total de 641.396 copias siendo un 39,16 % del total. Las ventas en Japón fueron por 292.985 copias, formando parte del 17,88 %. Para 2015 se vendieron 3.019.211 copias.
Según el sitio VGchartz, Para XBox One las ventas fueron de un 251.806 copias vendidas en tiendas. 107.833 de estas provinieron de Estados Unidos representando el 42,82 %. En Reino Unido las ventas registradas fue de 39.341 copias con un 15,62 %. En Alemania las ventas fueron de 18.952 copias vendidas siendo este el 7,53 %. En Francia las ventas obtenidas han sido de 18.546 unidades vendidas, el 7,37 %. En Japón se vendieron 2.321 copias con el 0,92 %. Para el resto de Europa las copias vendidas llegaron a ser de 111.417 copias transformándose en el 44,25 %. Para 2015, se vendieron un total de 596.011 videojuegos vendidos.
En el mismo medio se publicó que las consolas de séptima generación X-box 360 y PlayStation 3 tuvieron ganancias en su primera semana de 251.806, con ganancias anuales de 596.011 y de 214.805.
Para Microsoft Windows, en las ventas en la primera semana se registraron 5.209 y anualmente se registraron ingresos de 44.715 copias vendidas.
Según los recuentos anuales de la empresa Konami, el videojuego alcanzó la cifra de 6 millones de copias vendidas a finales de 2015, logrando la empresa un incremento del 37,5 %, las ganancias operativas de la empresa aumentaron de 88.3 millones a 143.7.

### Críticas
En el día del estreno del videojuego, medios como Famitsu, Gamespot o IGN calificaron al juego con puntuación perfecta. Gamespot lo calificó como un juego extenso y con un gran volumen de contenido, además titulando al juego como undoubtedly the best Metal Gear game there is. En el veredicto del medio IGN, argumentaba que si bien el juego posee un gran provecho, a pesar de que la historia no es muy profunda, sin embargo, asume que el jugador crea la propia historia del videojuego. Además elogia la dificultad del videojuego diciendo: Metal Gear Solid 5: The Phantom Pain doesn’t just respect my intelligence as a player... (traducción: Metal Gear Solid 5: The Phantom Pain no sólo respeta mi inteligencia como un jugador...).
El medio de habla castellana Vandal declaró que es "el mejor juego de la saga", un juego único en su estilo.
La revista Time replanteó la idea de puntuar videojuegos antes de que estos se estrenarán, considerando que con el pasar las horas el videojuego torna su matiz repetitivo y monótono, un videojuego sin un punto específico y que no llevaba a ningún lado.